# Emerich Dembrovschi
Emerich Dembrovschi o Emeric Dembroschi (Câmpulung la Tisa, 6 d'octubre de 1945) fou un futbolista romanès de la dècada de 1970.
Pel que fa a clubs, destacà a SC Bacău i Politehnica Timişoara. Fou internacional amb Romania, amb qui disputà el Mundial de 1970.

## Palmarès
- Copa romanesa de futbol: 1979-80

## Gols internacionals
| #  | Data             | Seu                                          | Rival          | Marcador | Resultat | Competició                       |
| -- | ---------------- | -------------------------------------------- | -------------- | -------- | -------- | -------------------------------- |
| 1. | 3 setembre 1969  | JNA Stadium, Belgrad, Iugoslàvia             | Iugoslàvia     | 0-1      | 1-1      | Amistós                          |
| 2. | 16 novembre 1969 | 23 August Stadium, Bucarest, Romania         | Grècia         | 1-0      | 1-1      | Classificació Copa del Món 1970  |
| 3. | 10 juny 1970     | Estadio Jalisco, Guadalajara, Mèxic          | Brasil         | 2-3      | 2-3      | Copa del Món 1970                |
| 4. | 21 abril 1971    | Vojvodina Stadium, Novi Sad, Iugoslàvia      | Iugoslàvia     | 0-1      | 0-1      | Amistós                          |
| 5. | 22 setembre 1972 | Olympic Stadium, Hèlsinki, Finlàndia         | Finlàndia      | 0-3      | 0-4      | Classificació Euro 1972          |
| 6. | 10 octubre 1971  | Idrætsparken Stadium, Copenhaguen, Dinamarca | Dinamarca      | 2-1      | 2-1      | Classificació Jocs Olímpics 1972 |
| 7. | 14 novembre 1971 | 23 August Stadium, Bucarest, Romania         | Txecoslovàquia | 1-0      | 2-1      | Classificació Euro 1972          |
| 8. | 3 setembre 1972  | Stadionul Central, Craiova, Romania          | Àustria        | 1-1      | 1-1      | Amistós                          |
| 9. | 29 octubre 1972  | 23 August Stadium, Bucarest, Romania         | Albània        | 2-0      | 2-0      | Classificació Copa del Món 1974  |